# Морозово (Жарковский район)
Морозово — деревня в Жарковском районе Тверской области. Входит в состав Щучейского сельского поселения. 

## История
Деревня впервые упоминается на топографической карте Фёдора Шуберта, изданной в 1865 году.
До 2013 года деревня входила в состав ныне упразднённого Троицкого сельского поселения. 

## География
Деревня расположена на северо-западном берегу озера Щучье. Расстояние до районного центра, посёлка Жарковский составляет 17 километров, до центра сельского поселения, деревни Щучье — 4 километра. Ближайший населённый пункт — деревня Городки.

## Население
| 2010 |
| ---- |
| 1    |

Население по переписи 2002 года — 3 человека.
Национальный состав
Согласно результатам переписи 2002 года, в национальной структуре населения русские составляли 100 % от жителей.

## Достопримечательности
- В деревне находится часовня Александра Невского[6]. Деревянная, эклетичной архитектуры[7]. Построена в 2004—2007 годах[8].